# Теруле
Теруле (нід. Teroele) — село в нідерландській провінції Фрисландія. Входить до муніципалітету Фріске-Маррен.
Його площа становить 2,91 км², а населення станом на 2021 рік складало 25 осіб.
Перша згадка про населений пункт датується 1482 роком.